# باگو
باگو، روستایی از توابع بخش کورین شهرستان زاهدان در استان سیستان و بلوچستان ایران است.

## جمعیت
این روستا در دهستان کورین قرار دارد و براساس سرشماری مرکز آمار ایران در سال ۱۳۸۵، جمعیت آن ۳۱۲ نفر (۷۱خانوار) بوده‌است.